# Красимир Велчев
Красимир Любомиров Велчев е съпредседател на парламентарната група на партия ГЕРБ в XLI народно събрание. Избран за мажоритарен депутат от 25-и многомандатен избирателен район – София град.
С Бойко Борисов се запознават на тенис кортовете през 1998 г. През 2005 г. е поканен от новоизбрания тогава столичен кмет в екипа му като зам-кмет на София, но Велчев му отказва.
По образование е инженер със специалност „Автоматизация на производството“, а по професия бизнесмен. След десетоноемврийския пленум на ЦК на БКП регистрира една от първите фирми занимаваща се повече от 20 години с промишлено отопление.